# 金明圭
金明圭（朝鲜语: 김명규；英语: Kim Myong-Gyu；1985年1月8日—），朝鮮足球运动员，入選過朝鮮國家奧運足球隊及朝鮮國家足球隊。曾經效力於朝鮮足球聯賽球會鯉明水體育團。

## 簡歷
金明圭在2005年入選朝鮮國家奧運足球隊參與東亞運動會的賽事，但從沒有上陣，而朝鮮國家奧運足球隊最後只能獲得亞軍。直到2009年，他以超齡身分再次入選朝鮮國家奧運足球隊，參與東亞運動會的賽事，但在賽事中沒有上陣，最後獲得第四名。
2009年入選了朝鮮國家足球隊，參加世界盃足球賽預選賽，但沒有上陣。後來，在卡達國際友誼賽中先後對馬利國家足球隊和伊朗國家足球隊以正選身分上陣，獲得了冠軍。之後，他參加了2010年亞足聯挑戰盃，在半決賽對緬甸國家足球隊以替補身分上陣，最後朝鮮奪得冠軍並取得亞洲盃席位。

## 榮譽

### 國家隊
朝鮮
- 亞足聯挑戰盃冠軍：2010年；

## 連接
- 金明圭在National-Football-Teams.com的資料
- Myong-Gyu Kim - Player profile - transfermarkt.co.uk （页面存档备份，存于） （英文）
- 东亚运朝鲜强队自居拒上超龄 9人曾与中国队交锋 （页面存档备份，存于）（中文）